# Spårväg Syd
| Unknown BSicon "uexKBHFa" |

| Unknown BSicon "uexHST" |

| Unknown BSicon "uexHST" |

| Unknown BSicon "uexBHF" |

| Unknown BSicon "uexHST" |

| Unknown BSicon "uexHST" |

| Unknown BSicon "uexHST" |

| Unknown BSicon "uexHST" |

| Unknown BSicon "uexBHF" |

| Unknown BSicon "uexHST" |

| Unknown BSicon "uexHST" |

| Unknown BSicon "uexBHF" |

| Unknown BSicon "uexHST" |

| Unknown BSicon "uexHST" |

| Unknown BSicon "uexHST" |

| Unknown BSicon "uexHST" |

| Unknown BSicon "uexKBHFe" |

| Unknown BSicon "uexKBHFa" |

| Unknown BSicon "uexHST" |

| Unknown BSicon "uexHST" |

| Unknown BSicon "uexBHF" |

| Unknown BSicon "uexHST" |

| Unknown BSicon "uexHST" |

| Unknown BSicon "uexHST" |

| Unknown BSicon "uexHST" |

| Unknown BSicon "uexBHF" |

| Unknown BSicon "uexHST" |

| Unknown BSicon "uexHST" |

| Unknown BSicon "uexBHF" |

| Unknown BSicon "uexHST" |

| Unknown BSicon "uexHST" |

| Unknown BSicon "uexHST" |

| Unknown BSicon "uexHST" |

| Unknown BSicon "uexKBHFe" |

Spårväg Syd är en planerad snabbspårväg i södra Stockholms stad och Huddinge kommun på en sträcka Älvsjö–Fruängen–Skärholmen–Kungens kurva–Masmo–Flemingsberg. Den skulle därmed binda samman två linjer av tunnelbana och pendeltåg. Den 30 mars 2017 meddelade Sverigeförhandlingen att bygget beslutats. För närvarande (2025) pågår planering.

## Historik
Spårväg Syd har utretts sedan tidigt 1990-tal. Inom ramen för en förstudie genomfördes under hösten 2010 ett samråd med allmänheten där syftet var att få in synpunkter från berörda kommuner och myndigheter, men även andra aktörer. Storstockholms Lokaltrafik (SL) har också tagit fram en förstudie för Spårväg Syd där olika trafikslag och sträckningar studeras. 23 januari 2013 skrev SL på sin webbplats: "Förstudien är nu klar. SL bedömer att det inte är motiverat med en investering i spårväg. Istället föreslås en utveckling av busstrafiken i regiondelen."
Dock beslöt trafiknämnden i Stockholms läns landsting 16 oktober 2012 att gå vidare med planerna att bygga Spårväg Syd, och spårvägen togs med i stomnätsplanen för länets kollektivtrafik. Därefter genomfördes en planeringsstudie, som färdigställdes 2016.
Den 30 mars 2017 träffades avtal inom Sverigeförhandlingen att bygga Spårväg Syd och projektet startades år 2020. En samrådsredogörelse blev klar år 2022.

## Utbyggnadsplaner

### Sammankoppling medTvärbanan
| Unknown BSicon "uexKBHFa" |

| Unknown BSicon "uexHST" |

| Unknown BSicon "uexHST" |

| Unknown BSicon "uexHST" |

| Unknown BSicon "uexHST" |

| Unknown BSicon "uexHST" |

| Unknown BSicon "uexKBHFe" |

| Unknown BSicon "uexKBHFa" |

| Unknown BSicon "uexHST" |

| Unknown BSicon "uexHST" |

| Unknown BSicon "uexHST" |

| Unknown BSicon "uexHST" |

| Unknown BSicon "uexHST" |

| Unknown BSicon "uexKBHFe" |

En behovsanalys har genomförts för kollektivtrafik i stråket Älvsjö - Gullmarsplan, där en möjlig sammankoppling av Spårväg Syd och Tvärbanan beskrivs. Detta har även studerats i samband med utredningen av kollektivtrafiklösningar i Östlig förbindelse. Detta skulle innebära att spårväg byggs mellan Spårväg Syds planerade hållplats i Älvsjö och Tvärbanans befintliga hållplats Globen, vilket möjliggör trafik på Tvärbanans befintliga spår vidare mot Gullmarsplan och Sickla station. Delar av befintlig banvall för Gröna linjen föreslås användas mellan Globen och Enskede gård. Tunnelbanan på denna sträcka läggs ned omkring 2030, då tunnelbanan till Hagsätra överförs till Blå linjen.